# Skate America 1997
Navigation
Édition précédente Édition suivante
Le Skate America est une compétition internationale de patinage artistique qui se déroule aux États-Unis au cours de l'automne. Il accueille des patineurs amateurs de niveau senior dans quatre catégories: simple messieurs, simple dames, couple artistique et danse sur glace.
Le seizième Skate America est organisé du 23 au 25 octobre 1997 à la Joe Louis Arena de Détroit dans le Michigan. Il est la première compétition de la Série des champions ISU senior de la saison 1997/1998.

## Résultats

### Messieurs
| Rang | Nom                    | Pays       | Points | Prog. court | Prog. libre |
| ---- | ---------------------- | ---------- | ------ | ----------- | ----------- |
| 1    | Todd Eldredge          | États-Unis | 1.5    | 1           | 1           |
| 2    | Evgeni Plushenko       | Russie     | 3.0    | 2           | 2           |
| 3    | Aleksandr Abt          | Russie     | 5.0    | 4           | 3           |
| 4    | Scott Davis            | États-Unis | 6.5    | 5           | 4           |
| 5    | Vyacheslav Zahorodnyuk | Ukraine    | 8.5    | 3           | 7           |
| 6    | Evgeny Pliuta          | Ukraine    | 10.5   | 11          | 5           |
| 7    | Takeshi Honda          | Japon      | 10.5   | 9           | 6           |
| 8    | Jayson Dénommée        | Canada     | 11.0   | 6           | 8           |
| 9    | Michael Chack          | États-Unis | 14.0   | 10          | 9           |
| 10   | Jens ter Laak          | Allemagne  | 14.5   | 7           | 11          |
| 11   | Gabriel Monnier        | France     | 16.0   | 12          | 10          |
| 12   | Stanick Jeannette      | France     | 16.0   | 8           | 12          |

### Dames
| Rang | Nom                | Pays       | Points | Prog. court | Prog. libre |
| ---- | ------------------ | ---------- | ------ | ----------- | ----------- |
| 1    | Michelle Kwan      | États-Unis | 1.5    | 1           | 1           |
| 2    | Tara Lipinski      | États-Unis | 3.0    | 2           | 2           |
| 3    | Ielena Sokolova    | Russie     | 6.0    | 6           | 3           |
| 4    | Angela Nikodinov   | États-Unis | 6.0    | 4           | 4           |
| 5    | Yulia Lavrenchuk   | Ukraine    | 6.5    | 3           | 5           |
| 6    | Julia Lautowa      | Autriche   | 8.5    | 5           | 6           |
| 7    | Yuka Kanazawa      | Japon      | 11.0   | 8           | 7           |
| 8    | Fanny Cagnard      | France     | 13.0   | 10          | 8           |
| 9    | Angela Derochie    | Canada     | 13.5   | 9           | 9           |
| 10   | Tony Bombardieri   | Italie     | 13.5   | 7           | 10          |
| 11   | Franziska Guenther | Allemagne  | 16.5   | 11          | 11          |

### Couples
| Rang | Nom                                       | Pays       | Points | Prog. court | Prog. libre |
| ---- | ----------------------------------------- | ---------- | ------ | ----------- | ----------- |
| 1    | Marina Eltsova / Andrei Bushkov           | Russie     | 1.5    | 1           | 1           |
| 2    | Kyoko Ina / Jason Dungjen                 | États-Unis | 3.5    | 3           | 2           |
| 3    | Evgenia Shishkova / Vadim Naumov          | Russie     | 4.0    | 2           | 3           |
| 4    | Michelle Menzies / Jean-Michel Bombardier | Canada     | 6.5    | 5           | 4           |
| 5    | Mariana Khalturina / Andrey Kroukov       | Kazakhstan | 8.0    | 4           | 6           |
| 6    | Danielle Hartsell / Steven Hartsell       | États-Unis | 8.5    | 7           | 5           |
| 7    | Shelby Lyons / Brian Wells                | États-Unis | 10.0   | 6           | 7           |
| 8    | Oľga Beständigová / Josev Bestandig       | Slovaquie  | 12.0   | 8           | 8           |

### Danse sur glace
| Rang | Nom                                     | Pays               | Points | Danse imposée | Danse originale | Danse libre |
| ---- | --------------------------------------- | ------------------ | ------ | ------------- | --------------- | ----------- |
| 1    | Elizabeth Punsalan / Jerod Swallow      | États-Unis         | 2.0    | 1             | 1               | 1           |
| 2    | Barbara Fusar-Poli / Maurizio Margaglio | Italie             | 4.0    | 2             | 2               | 2           |
| 3    | Anna Semenovich / Vladimir Fedorov      | Russie             | 7.0    | 4             | 4               | 3           |
| 4    | Kateřina Mrázová / Martin Šimeček       | République tchèque | 7.0    | 3             | 3               | 4           |
| 5    | Dominique Deniaud / Martial Jaffredo    | France             | 10.6   | 5             | 6               | 5           |
| 6    | Naomi Lang / Peter Tchernyshev          | États-Unis         | 11.4   | 6             | 5               | 6           |
| 7    | Megan Wing / Aaron Lowe                 | Canada             | 14.0   | 7             | 7               | 7           |
| 8    | Šárka Vondrková / Lukáš Král            | République tchèque | 16.0   | 8             | 8               | 8           |

## Sources
- Résultats du Skate America 1997
- (en) « The 1997 Skate America International Competition », sur skateguard1.blogspot.com
- Patinage Magazine N°60 (janvier 1998)